# 约瑟夫·艾伯特·沙利文
约瑟夫·艾伯特·沙利文（英語：Joseph Albert Sullivan，1901年1月8日—1988年9月30日），加拿大男子冰球运动员，场上位置是守门员。他曾代表加拿大参加1928年冬季奥林匹克运动会冰球比赛，获得一枚金牌。